# Västra Partuvan
Västra Partuvan är en ö i Åland (Finland). Det ligger i den sydöstra delen av landskapet, 70 km öster om huvudstaden Mariehamn. Trakten är glest befolkad. Närmaste större samhälle är Kökar, 14,6 km väster om Västra Partuvan. Ön är 3,3 hektar.
Västra Partuvan är en del av ändmoränen Salpausselkä och består därför huvudsakligen av sand och grus. Den moränrygg som Västra Partuvan ligger på sträcker sig från Sandskär i nordväst via Örlandet, Sandskär, Sandskär, Västra och Östra Partuvan ner till Stora revet i sydöst.